# Panguraptor
Panguraptor is een geslacht van vleesetende theropode dinosauriërs, behorend tot de Coelophysoidea, dat tijdens het vroege Jura leefde in het gebied van het huidige China. De enige benoemde soort is Panguraptor lufengensis.

## Vondst en naamgeving
Op 12 oktober 2007 werd in Yunnan door een team van de paleontoloog Wang Tao het skelet gevonden van een nog onbekende theropode. Het werd in twee dagen opgegraven. Het belang van de vondst werd eerst niet volledig onderkend en pas na twee jaar werd het proces van preparering begonnen door professor Dong Zhiming dat een jaar in beslag nam.

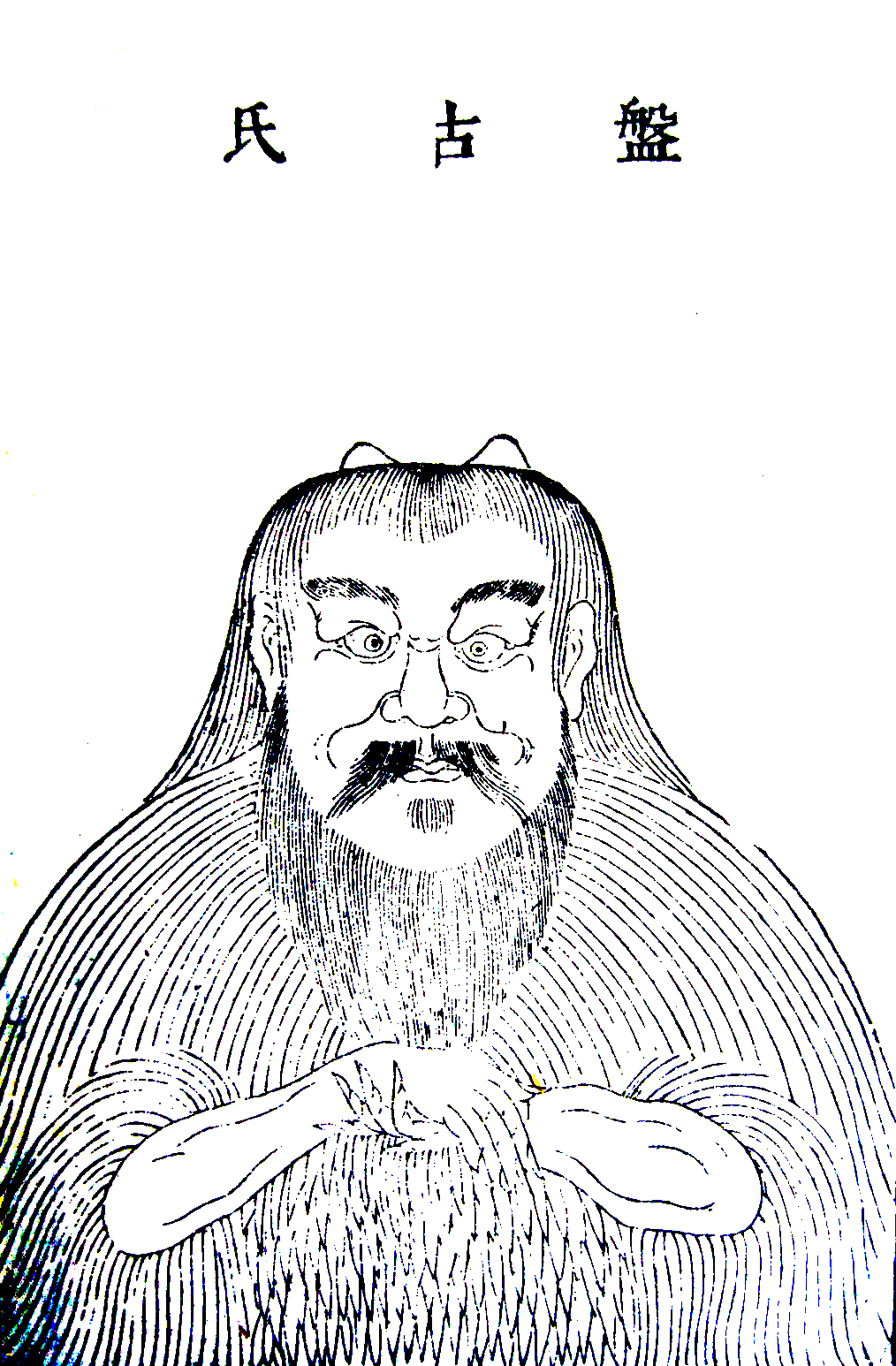
Pangu

In 2014 werd de typesoort Panguraptor lufengensis benoemd en beschreven door You Hailu, Yoichi Azuma, Wang Tao, Wang Yaming en Dong Zhiming. De geslachtsnaam verbindt de naam van de Chinese scheppingsgod Pangu met het Latijnse raptor, "rover". De naam is meteen een toespeling op het supercontinent Pangea dat in het Chinees met dezelfde karakters wordt aangeduid, 盘古: net zoals volgens de scheppingsmythe uit het eivormige lichaam van de godheid alle dingen voortkwamen, ontstonden de huidige continenten uit Pangea. Daarnaast is de oude naam van de vindplaats Pan Long Zhen, de "schotel van de ware draak". De soortaanduiding verwijst naar de herkomst uit de Lufengformatie.
Het fossiel, holotype LFGT-0103, is in de onderste Lufengformatie gevonden die dateert uit het Hettangien. Het bestaat uit een gedeeltelijk skelet met schedel waaraan de staart ontbreekt. Bewaard zijn gebleven: de volledige schedel bezien van de rechterzijde, de onderkaken, de wervelkolom van de nek en rug, de eerste sacrale wervel, bovenkanten van ribben, een rechterschouderblad, een gedeeltelijke rechtervoorpoot, een deel van het bekken waaronder het rechterdarmbeen en beide zitbeenderen, een bijna complete rechterachterpoot minus de eerste twee tenen en een linkerdijbeen. Het skelet ligt grotendeels in verband, maar is vrij sterk samengedrukt op een enkele plaat. Het gaat om een jongvolwassen exemplaar.

## Beschrijving

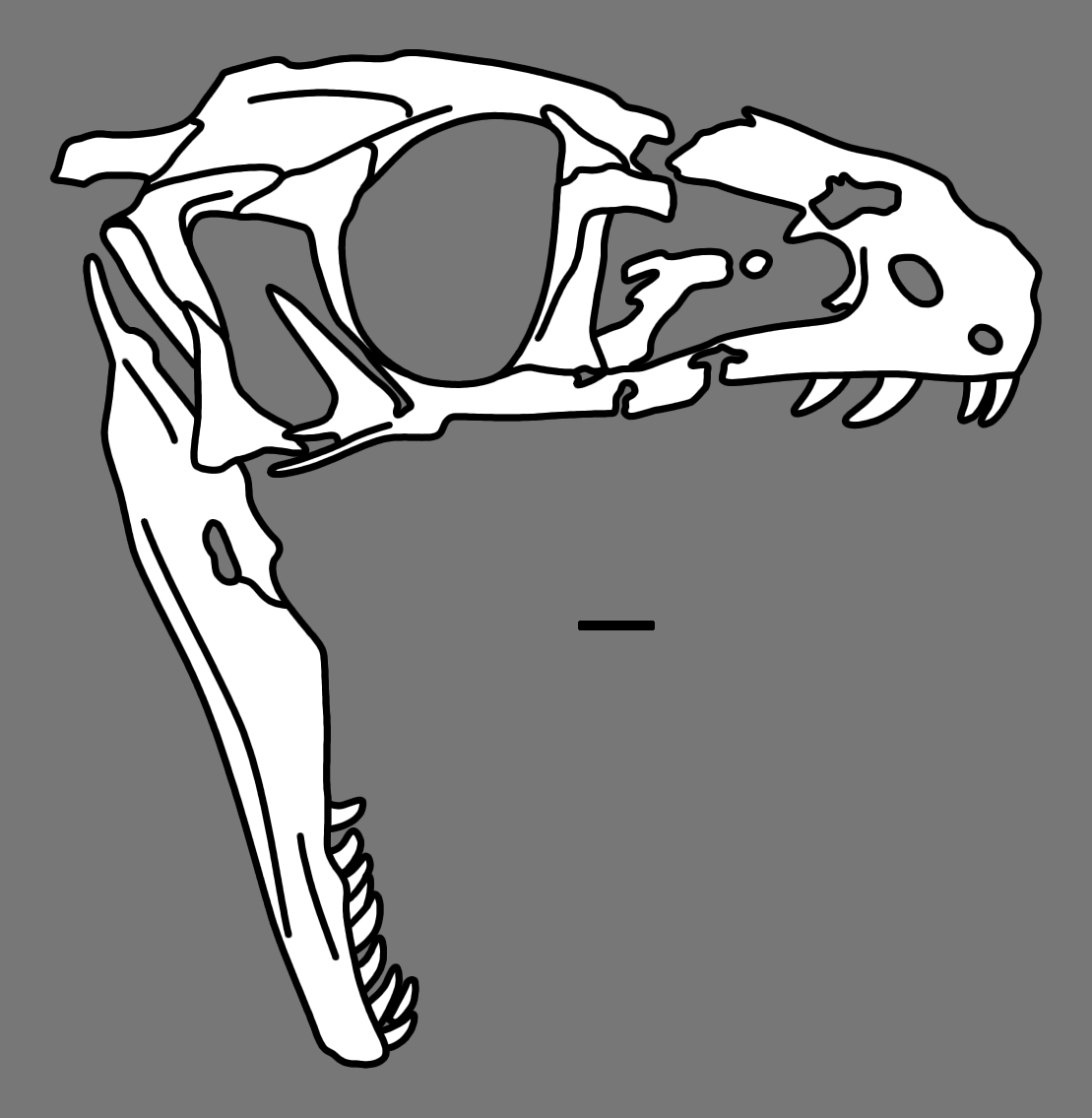
Tekening van de schedel

Panguraptor is een kleine tweevoetige roofsauriër met een totale lichaamslengte van ongeveer anderhalve meter. Een volwassen exemplaar kon wellicht twee meter worden. De beschrijvers wisten drie onderscheidende kenmerken vast te stellen. Binnen de uitholling rond de fenestra antorbitalis loopt over het bovenkaaksbeen een richel schuin van boven en voren naar achteren en beneden. Boven die richel bevindt zich achteraan een ovale schedelopening. De voorste binnenhoek van de onderkant van het onderste vierde tarsale is haakvormig.
De schedel is veertien centimeter lang. De situatie in de punt van de snuit is verwarrend. Er loopt een klein schuin richeltje op het bovenkaaksbeen, vlak bij de praemaxilla. Daarboven steekt een klein ovaal venster schuin naar achter en boven toe; het zou de fenestra maxillaris kunnen zijn. Onder het richeltje liggen twee kleinere ovale openingen achter elkaar, wellicht homoloog aan de fenestra promaxillaris en fenestra praemaxillaris. Meer naar achteren is het traanbeen breed en L-vormig.
De wervelkolom heeft tien halswervels, met een lengte van zesentwintig centimeter, en minstens dertien ruggenwervels. De laatste hebben brede doornuitsteeksels. Het aantal vingers in de hand is onduidelijk. De voet heeft een rudimentair vijfde middenvoetsbeen.

## Fylogenie
Volgens een cladistische analyse is Panguraptor een lid van de Coelophysoidea en daarbinnen van de Coelophysidae. Panguraptor is nauwer verwant aan Coelophysis bauri dan aan "Syntarsus" kayentakatae. Panguraptor vertegenwoordigt het eerste goede coelophysoïde materiaal dat in China, of zelfs Azië, is gevonden en de tweede ondubbelzinnige theropode uit de Lufengformatie, naast Sinosaurus. De soort bewijst de fundamentele eenheid van de fauna van Pangea.
Het volgende kladogram toont een mogelijke positie in de evolutionaire stamboom.
|  | Coelophysis bauri |
|  | |
|  | \| \| Coelophysis rhodesiensis \| \| \| \| \| \| Camposaurus arizonensis \| \| \| \| \| \| Lucianovenator bonoi \| \| \| \| |
|  | |
|  | Coelophysis rhodesiensis |
|  | |
|  | Camposaurus arizonensis |
|  | |
|  | Lucianovenator bonoi |
|  | |

|  | Coelophysis rhodesiensis |
|  |                          |
|  | Camposaurus arizonensis  |
|  |                          |
|  | Lucianovenator bonoi     |
|  |                          |

|  | Coelophysis bauri |
|  | |
|  | \| \| Coelophysis rhodesiensis \| \| \| \| \| \| Camposaurus arizonensis \| \| \| \| \| \| Lucianovenator bonoi \| \| \| \| |
|  | |
|  | Coelophysis rhodesiensis |
|  | |
|  | Camposaurus arizonensis |
|  | |
|  | Lucianovenator bonoi |
|  | |

|  | Coelophysis rhodesiensis |
|  |                          |
|  | Camposaurus arizonensis  |
|  |                          |
|  | Lucianovenator bonoi     |
|  |                          |

|  | Coelophysis bauri |
|  | |
|  | \| \| Coelophysis rhodesiensis \| \| \| \| \| \| Camposaurus arizonensis \| \| \| \| \| \| Lucianovenator bonoi \| \| \| \| |
|  | |
|  | Coelophysis rhodesiensis |
|  | |
|  | Camposaurus arizonensis |
|  | |
|  | Lucianovenator bonoi |
|  | |

|  | Coelophysis rhodesiensis |
|  |                          |
|  | Camposaurus arizonensis  |
|  |                          |
|  | Lucianovenator bonoi     |
|  |                          |

|  | Coelophysis bauri |
|  | |
|  | \| \| Coelophysis rhodesiensis \| \| \| \| \| \| Camposaurus arizonensis \| \| \| \| \| \| Lucianovenator bonoi \| \| \| \| |
|  | |
|  | Coelophysis rhodesiensis |
|  | |
|  | Camposaurus arizonensis |
|  | |
|  | Lucianovenator bonoi |
|  | |

|  | Coelophysis rhodesiensis |
|  |                          |
|  | Camposaurus arizonensis  |
|  |                          |
|  | Lucianovenator bonoi     |
|  |                          |

|  | Coelophysis bauri |
|  | |
|  | \| \| Coelophysis rhodesiensis \| \| \| \| \| \| Camposaurus arizonensis \| \| \| \| \| \| Lucianovenator bonoi \| \| \| \| |
|  | |
|  | Coelophysis rhodesiensis |
|  | |
|  | Camposaurus arizonensis |
|  | |
|  | Lucianovenator bonoi |
|  | |

|  | Coelophysis rhodesiensis |
|  |                          |
|  | Camposaurus arizonensis  |
|  |                          |
|  | Lucianovenator bonoi     |
|  |                          |

|  | Coelophysis bauri |
|  | |
|  | \| \| Coelophysis rhodesiensis \| \| \| \| \| \| Camposaurus arizonensis \| \| \| \| \| \| Lucianovenator bonoi \| \| \| \| |
|  | |
|  | Coelophysis rhodesiensis |
|  | |
|  | Camposaurus arizonensis |
|  | |
|  | Lucianovenator bonoi |
|  | |

|  | Coelophysis rhodesiensis |
|  |                          |
|  | Camposaurus arizonensis  |
|  |                          |
|  | Lucianovenator bonoi     |
|  |                          |

|  | Coelophysis bauri |
|  | |
|  | \| \| Coelophysis rhodesiensis \| \| \| \| \| \| Camposaurus arizonensis \| \| \| \| \| \| Lucianovenator bonoi \| \| \| \| |
|  | |
|  | Coelophysis rhodesiensis |
|  | |
|  | Camposaurus arizonensis |
|  | |
|  | Lucianovenator bonoi |
|  | |

|  | Coelophysis rhodesiensis |
|  |                          |
|  | Camposaurus arizonensis  |
|  |                          |
|  | Lucianovenator bonoi     |
|  |                          |

|  | Coelophysis bauri |
|  | |
|  | \| \| Coelophysis rhodesiensis \| \| \| \| \| \| Camposaurus arizonensis \| \| \| \| \| \| Lucianovenator bonoi \| \| \| \| |
|  | |
|  | Coelophysis rhodesiensis |
|  | |
|  | Camposaurus arizonensis |
|  | |
|  | Lucianovenator bonoi |
|  | |

|  | Coelophysis rhodesiensis |
|  |                          |
|  | Camposaurus arizonensis  |
|  |                          |
|  | Lucianovenator bonoi     |
|  |                          |